# Notodèle de la Sonde
Myiomela diana
Espèce
Statut de conservation UICN

 LC  : Préoccupation mineure
La Notodèle de la Sonde (Myiomela diana) est une espèce d'oiseaux de la famille des Muscicapidae.
Cet oiseau peuple les montagnes de Sumatra et de l'ouest de Java.